# Mabe Burnthouse
Mabe Burnthouse – osada w Anglii, w hrabstwie Kornwalii, w dystrykcie (unitary authority) Kornwalia. Leży 12 km od miasta Truro. W 2016 miejscowość liczyła 1034 mieszkańców.